# Drogu, Brăila
Drogu este un sat în comuna Galbenu din județul Brăila, Muntenia, România.
La sfârșitul secolului al XIX-lea, satul era reședința comunei cu același nume, din plasa Râmnicul de Jos a județului Râmnicu Sărat. Comuna Drogu avea în componență satele Drogu și Andreești, cu 938 de locuitori; aici funcționau o școală de băieți cu 32 de elevi fondată de locuitori în 1882 și o biserică ortodoxă zidită tot de locuitori în 1857.
În 1925, Anuarul Socec consemnează comuna în aceeași componență, în plasa Orașul a aceluiași județ, cu o populație de 1002 locuitori.
În 1950, comuna a fost inclusă în raionul Făurei al regiunii Galați. În 1968, comuna Drogu a fost desființată și inclusă în comuna Galbenu, care a fost transferată la județul Brăila.